# Ernst Gennat
Ernst August Ferdinand Gennat, né le 1er janvier 1880 à Plötzensee et mort le 20 août 1939 à Berlin en Allemagne, est directeur de la police criminelle de Berlin et travaille sous trois régimes politiques au cours de ses 30 ans de carrière, et est considéré comme l'un des criminologues allemands les plus talentueux, ayant révolutionné les méthodes d'enquête sur les scènes de crime. Il a eu à traiter entre autres, les affaires Fritz Haarmann et Peter Kürten.

## Biographie
Il passe son enfance dans le logement de fonction de son père à l'établissement pénitentiaire de Berlin-Plötzensee. Son père, originaire de Prusse orientale, est le directeur de l'établissement nouvellement créé, et son demi-frère Georg est juriste et directeur de prison à Hambourg. Il passe son abitur en 1898 et entre à la faculté de droit de l'Université Humboldt le 18 octobre 1901. Le 11 novembre 1898, il s'inscrit à un cursus de chimie pour six mois à la Königliche Technische Hochschule. Dans les années qui suivent, il sert probablement dans l'armée.
En juillet 1905, il quitte l'université sans diplôme pour embrasser une carrière dans la police : il y entre en 1904 et passe l'examen de commissaire criminel (Kriminalkommissar) le 30 mai 1905. Deux jours plus tard, il est commissaire adjoint, puis est promu commissaire le 1er août.
À son arrivée à la police criminelle, il n'existe pas de service dédié aux homicides. Les policiers berlinois sont une Schutzmannschaft, c.a.d. qu'ils sont surtout formés au maintien de l'ordre, et leur entraînement militaire passe en priorité, au détriment des tâches techniques et administratives. Les fonctionnaires de police haut gradés sont pour la plupart d'anciens militaires ou des nobles sans le sou qui doivent travailler pour gagner leur vie et qui considèrent que lutter contre le crime est surtout une affaire d'honneur, et pour cela on mise plus sur la dissuasion que sur les investigations criminelles. Vu ces conditions, les résultats des résolutions d'affaires criminelles n'étaient pas bons. Ce n'est que le 25 août 1902 qu'un service de garde des homicides est créé. La réforme de 1925 n'y change rien, et ce n'est que sur l'insistance de Gennat qu'une brigade des homicides voit finalement le jour en 1926, la Zentrale Mordinspektion, ce qui lui vaut d'être promu lieutenant-inspecteur à l'âge de 45 ans. Il avait jusque là été écarté de cette promotion en raison des critiques insistantes qu'il avait formulées sur le fonctionnement du département pénal.
Sous le Troisième Reich, il reste en poste malgré sa distance avec le parti nazi. Ses succès le voient même promu directeur départemental en 1934 et directeur adjoint de la police de Berlin en 1935. Il épouse la commissaire Elfriede Dinger peu de temps avant sa mort le 20 août 1939 à 59 ans (il souffrait d'un cancer, mais la soudaineté de sa mort peut indiquer un accident vasculaire cérébral). Deux mille personnes assistent à ses funérailles.

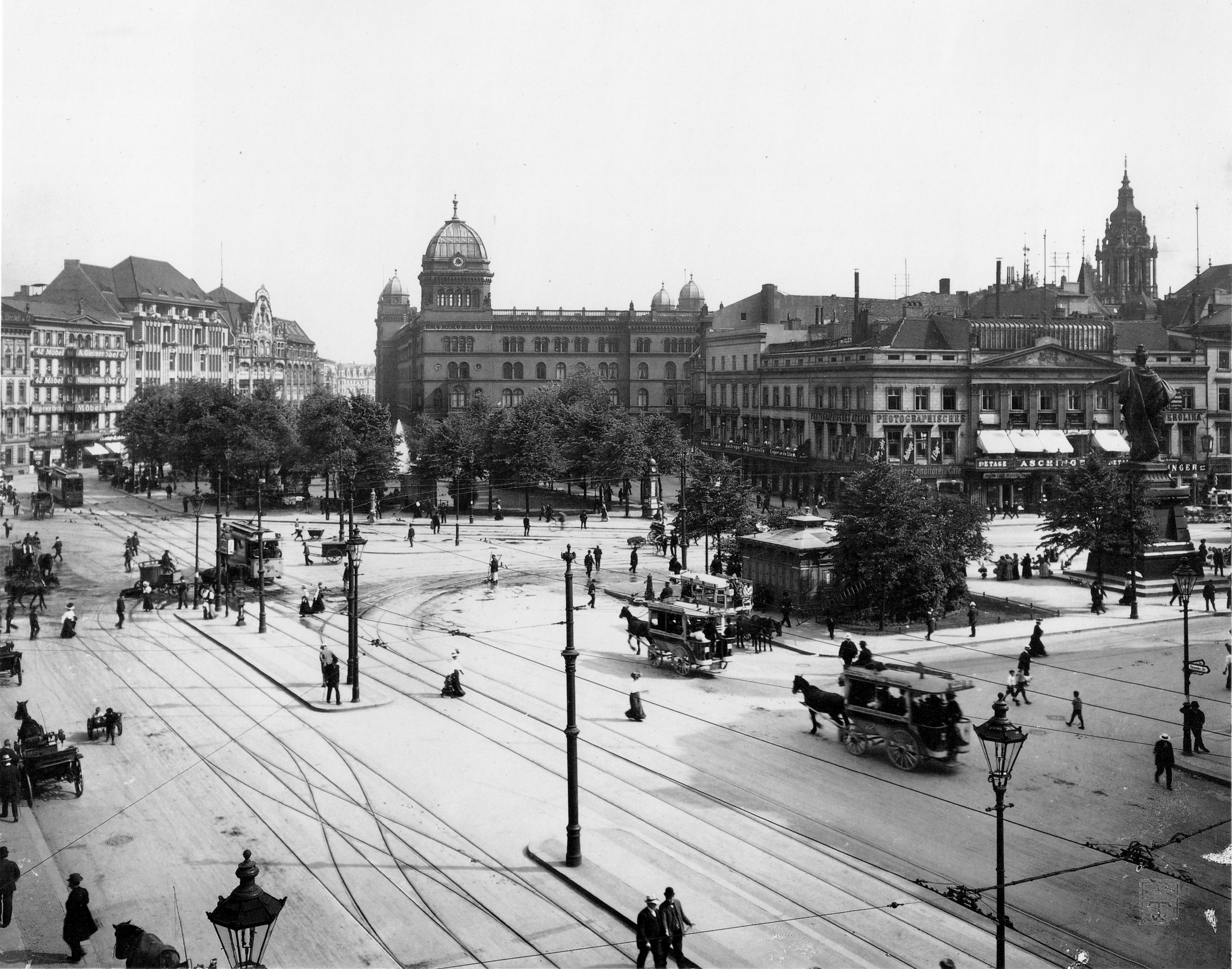
L'Alexanderplatz avec le quartier général de la police (au milieu).

## Brigade des homicides
Avec la création de la Zentrale Mordinspektion des Landeskriminalpolizeiamtes für Preußen (Inspection centrale des homicides de la préfecture régionale de police de Prusse), la brigade se développe sous l'impulsion de Gennat. En 1931, le service résout 108 cas sur 114, un taux de réussite de 94,7 % (contre 85 à 95 % pour les enquêtes modernes sur les homicides). Gennat travaille lui-même sur la résolution de 298 cas d'homicide.
Son service est organisé en une équipe permanente, active, et de deux équipes de secours. L'équipe active compte un commissaire principal et un commissaire adjoint (ce tandem étant surnommé « Mord-Ehe » soit : « époux criminels »), plus entre 4 et 10 policiers, un sténotypiste et un maître-chien. Les équipes de secours comptent un commissaire principal et un commissaire adjoint, plus 2 ou 3 policiers et un sténotypiste. La composition de l'équipe active change toutes les quatre semaines pour s'assurer que chaque agent acquière une expérience de travail appropriée.

## Techniques d'investigation
Gennat réorganise la méthodologie d'enquête sur les homicides. S'appuyant sur les premières sciences médico-légales établies par le criminologiste Hans Gross, il est parmi les premiers à reconnaître l'importance de la préservation des preuves sur les scènes de crime. Jusque-là, il était courant pour les premiers policiers sur une scène de crime de commencer par « nettoyer le désordre », et de disposer le cadavre d'une manière décente et respectueuse et de l'envelopper dans un linceul. Gennat établit des directives précises pour les interventions sur scène de crime et fixe un principe inviolable interdisant à quiconque de toucher ou de changer quoi que ce soit jusqu'à l'arrivée des enquêteurs. Les différentes preuves et les indices matériels sont désormais conservées dans des emballages distincts, munis d'étiquettes qui précisent leur contenu. 
Pour un travail d'enquête approfondi et rapide, Gennat demande à Daimler-Benz AG de concevoir un véhicule spécifique (familièrement connue sous le nom de « voiture du meurtre ») sur ses propres plans. Il s'agit d'une voiture de tourisme équipée d'une technologie de bureau et d'appareillage médico-légal, basée sur la limousine Benz 16/50 PS (de). Le véhicule et son matériel sont exposés au public lors de la grande exposition policière de 1926 à Berlin (25 septembre - 17 octobre).
La Mordauto (ou M-Auto) peut être convertie en bureau temporaire si nécessaire. Elle contient une machine à écrire (avec un sténotypiste), des chaises pliantes, une table de travail en plein air et deux tables escamotables à l'intérieur, des cartes de Berlin, un compas et des règles de calcul de distance ; pour le travail sur les lieux du crime : un équipement pour sécuriser les preuves, des piquets de marquage en acier avec des numéros séquentiels, des tableaux d'affichage, des appareils photos, un microscope, une mallette médicale, des instruments de laboratoire, des projecteurs, et des outils (pelles, haches, fraise diamantée). Gennat précisera par la suite : « Pour la conservation des pièces à conviction, on dispose de bocaux ronds à couvercle, de différentes boîtes en carton, de bouteilles, de tubes et de douilles en verre. ».
Gennat étant obèse, il s'assied toujours derrière le passager du siège avant, là où se trouve un renfort spécial qui évite à son poids de déséquilibrer la voiture. La division des homicides du département d'enquête criminelle de Munich, instituée en 1927, est également dotée d'une Mordauto et de l'équipement correspondant.
Il instaure aussi un « fichier d'enquête sur les décès », la zentrale Mordkartei, qui connaît une renommée internationale. L'auteur de romans policiers Edgar Wallace se rendra même à trois reprises à la Préfecture de l'Alexanderplatz, en tant qu'invité, afin d'en prendre connaissance et de s'en inspirer, tout comme des détectives de Scotland Yard viendront étudier les méthodes de Gennat. Pendant plusieurs décennies, le détective Otto Knauf est responsable de ce fichier où chaque mort violente, même en dehors de Berlin, est systématiquement renseignée. Jusqu'en 1945, aucun autre service de police ne dispose d'une collection de cas aussi étendue que celle de la Zentrale Mordinspektion. Le fichier permet de reconstituer des affaires passées dans les plus brefs délais et d'identifier les liens potentiels entre divers crimes. Le matériel source comprend des articles de presse et des avis de recherche à côté des fiches d'origine.
Ernst Gennat demande également que les dossiers d'enquête d'autres services de police soient envoyés pour vérification - dont certains qu'il « oublie » ensuite de restituer. Le fichier, structuré de façon ordonnée, comprend non seulement des assassinats classiques, mais aussi les catégories « meurtre indirect ou à froid » (suicide à la suite d'une diffamation ou d'une fausse accusation), « destruction existentielle par tromperie malveillante » (suicides provoqués par des escrocs, des devins obscurs ou des imposteurs au mariage) et « destruction existentielle par le chantage ». Gennat estime en effet qu'on doit sanctionner le fait de conduire une personne au suicide. Certaines pièces de ses archives font désormais partie de la collection de l'histoire de la police à Berlin (Polizeihistorische Sammlung Berlin).
Conscient de l'effet des crimes capitaux sur le public et du rôle formateur d'opinion de la presse, il s'efforce d'exploiter celle-ci à des fins d'enquête : le 7 novembre 1938, il lance le premier avis de recherche à la télévision, pour lequel il est filmé pendant un quart d'heure, afin de retrouver le propriétaire d'un manteau oublié sur une scène de crime. Depuis 1936, il y avait à Berlin 25 lieux de diffusion télévisuelle auxquels assistaient jusqu'à 300 personnes.

## Personnalité

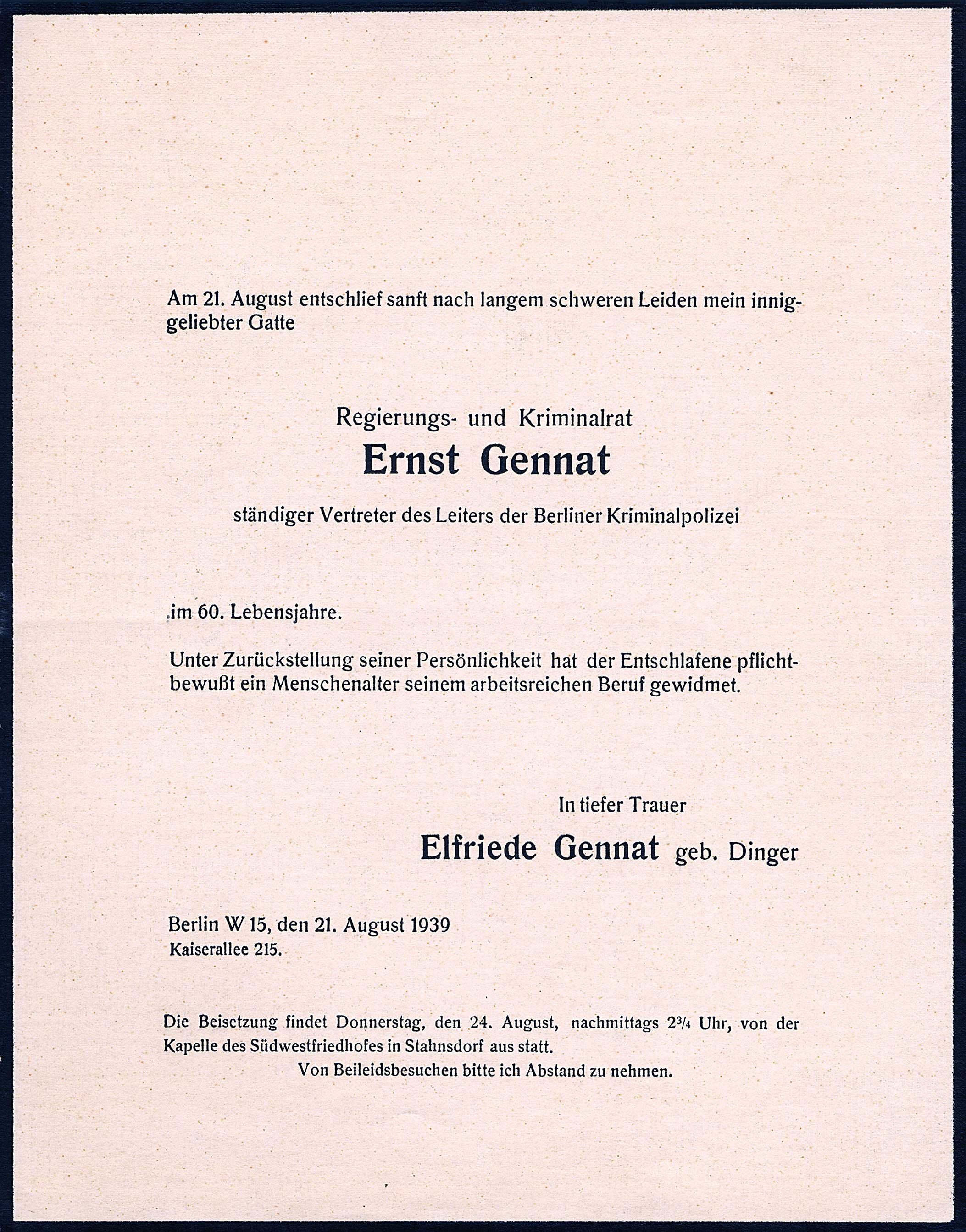
Avis de décès d'Ernst Gennat,

Outre les progrès de l'organisation et des techniques d'enquête, le caractère de Gennat est à l'origine de sa réputation. Travailleur infatigable dont le bureau est encore éclairé à minuit, il est connu pour sa ténacité et sa persévérance, sa mémoire phénoménale, son talent d'observation, et l'empathie qui lui permettait de se mettre à la place du meurtrier, et déjà de pratiquer ce qu'on appellera plus tard le « profilage criminel ». Son surpoids lui donne un air bonhomme et jovial, tout comme le ton familier dont il use lors des entretiens avec les pires criminels en les interrogeant autour d'une tasse de café et d'une part de gâteau, ceux-ci venant alors à sous-estimer sa finesse psychologique. Par ailleurs, Gennat est résolument opposé aux brutalités lors des interrogatoires, avertissant catégoriquement ses collègues : « Quiconque pose le doigt sur un suspect est viré ! Nos armes sont le cerveau et les nerfs ! ».
Gennat emploie le premier l'expression « tueur en série » (Robert Ressler popularisera plus tard le terme) dans son article de 1930 Die Düsseldorfer Sexualverbrechen (Les crimes sexuels de Düsseldorf, portant sur Peter Kürten), puis dans un entretien accordé à un journal en 1932. Gennat apparaît moderne à bien des égards : il souligne l'importance de la prévention par rapport à l'enquête sur les crimes.
Politiquement, Gennat est démocrate, et il ne doit de rester en place sous le national-socialisme qu'à son taux élevé d'élucidation des assassinats (jusqu'à 95%) et à sa popularité. L'aura de Gennat se ternit cependant avec la création du Reichskriminalpolizeiamt en 1936, avec à sa tête le SS Arthur Nebe, lui-même ancien élève de Gennat, et Gennat, qui avait effectué son ascension sous la république de Weimar sociale-démocrate, sera progressivement mis à l'écart.
Au-delà de son humour berlinois sec et des nombreux mots d'esprit et anecdotes circulant à son sujet, il est connu par sa corpulence (plus de 120-130 kilos) et son énorme appétit (en particulier pour le gâteau à la groseille), ceci valant à sa secrétaire Gertrude Steiner le surnom de « Bockwurst-Trudchen ». On le surnomme, amicalement ou malicieusement, « le bouddha de Berlin », « le Gros d'Alexanderplatz » ou « le tout-à-fait Sérieux » (son prénom Ernst signifiant sérieux en allemand).
Comparé à des héros de romans policiers, Gennat réagit modestement : « Sherlock Holmes a la tâche plus facile que son collègue de l'État [Gennat]. Si le travail d'enquête criminelle était présenté aussi sobrement qu'il l'est souvent, le film, le roman deviendrait très vite ennuyeux ».

## Dans la culture
Ernst Gennat a inspiré l'inspecteur Karl Lohmann dans M de Fritz Lang (1931), et Le Testament du Dr Mabuse (1932).
Ernst Gennat est un personnage récurrent dans plusieurs romans Bernie Gunther par Philip Kerr.
L'acteur allemand Udo Samel joue Gennat dans les deuxième et troisième saisons de l'émission télévisée Babylon Berlin, basée sur les romans policiers historiques de Volker Kutscher mettant en vedette l'inspecteur Gereon Rath.

## Publications
- Ernst Gennat, Die Düsseldorfer Sexualmorde, in : Kriminalistische Monatshefte 1930, ZDB-ID 206467-4, pp. 2–7, 27–32, 49–54, 79–82.
- Ernst Gennat, Der Kürtenprozeß, in : Kriminalistische Monatshefte 1931, ZDB-ID 206467-4, pp. 108–111, 130–133.